# Гайглер (Небраска)
Гайглер (англ. Haigler) — селище (англ. village) в США, в окрузі Данді штату Небраска. Населення — 145 осіб (2020).

## Географія
Гайглер розташований за координатами 40°0′44″ пн. ш. 101°56′19″ зх. д. / 40.01222° пн. ш. 101.93861° зх. д. (40.012142, -101.938559).  За даними Бюро перепису населення США в 2010 році селище мало площу 0,63 км², уся площа — суходіл.

## Демографія
Згідно з переписом 2010 року, у селищі мешкало 158 осіб у 79 домогосподарствах у складі 45 родин. Густота населення становила 251 особа/км².  Було 101 помешкання (161/км²).
Расовий склад населення:
| - 93,7 % — білих - 2,5 % — корінних американців - 0,6 % — чорних або афроамериканців - 1,3 % — осіб інших рас |

До двох чи більше рас належало 1,9 %. Частка іспаномовних становила 5,7 % від усіх жителів.
За віковим діапазоном населення розподілялося таким чином: 17,1 % — особи молодші 18 років, 55,1 % — особи у віці 18—64 років, 27,8 % — особи у віці 65 років та старші. Медіана віку мешканця становила 51,3 року. На 100 осіб жіночої статі у селищі припадало 119,4 чоловіків;  на 100 жінок у віці від 18 років та старших — 125,9 чоловіків також старших 18 років.
Середній дохід на одне домашнє господарство  становив 54 013 долари США (медіана — 28 750), а середній дохід на одну сім'ю — 80 246 доларів (медіана — 50 000). За межею бідності перебувало 15,3 % осіб, у тому числі 21,4 % дітей у віці до 18 років та 22,9 % осіб у віці 65 років та старших.
Цивільне працевлаштоване населення становило 64 особи. Основні галузі зайнятості: освіта, охорона здоров'я та соціальна допомога — 42,2 %, сільське господарство, лісництво, риболовля — 15,6 %, транспорт — 14,1 %, будівництво — 14,1 %.